# تشارلز ديفلن
تشارلز ديفلن هو تاجر وسياسي كندي، ولد في 1827، وتوفي في 9 مارس 1916. انتخب عمدة أيلمير ‏.